# جيروم كوبر
جيروم كوبر (بالإنجليزية: Jerome Cooper)‏ هو عازف جاز أمريكي، ولد في 14 ديسمبر 1946 في شيكاغو في الولايات المتحدة، وتوفي في 6 مايو 2015 بسبب ورم نخاعي متعدد.

## وصلات خارجية
- جيروم كوبر على موقع ميوزك برينز (الإنجليزية)
- جيروم كوبر على موقع ديسكوغز (الإنجليزية)